# Copa del Rey de hockey patines 2009
La Copa del Rey de hockey patines 2009 fue la sexagésima sexta edición de la Copa del Rey de este deporte. La sede única fue la ciudad de La Coruña y los encuentros se disputaron en el Palacio de los Deportes de Riazor.
Se disputó entre los 8 mejores equipos de la OK Liga 2008-09 en la primera vuelta de la liga, según el sorteo efectuado el 4 de febrero de 2009.
Los partidos se jugaron entre el 19 de marzo y el 22 de marzo de 2009.
El campeón de esta edición fue el CP Vic, que consiguió su segundo título de copa.

## Equipos participantes
- CE Lleida
- FC Barcelona
- Reus Deportiu
- HC Liceo
- CP Vic
- Blanes HCF
- CE Noia
- Igualada HC

## Resultados
|  | Cuartos de final | Cuartos de final |               |              | Semifinales | Semifinales |  |        | Final       | Final       |  |
|  | 19 y 20 de marzo | 19 y 20 de marzo |               |              | 21 de marzo | 21 de marzo |  |        | 22 de marzo | 22 de marzo |  |
|  |                  |                  |               |              |             |             |  |        |             |             |  |
|  |                  |                  |               |              |             |             |  |        |             |             |  |
|  | CP Vic           | 4                |               |              |             |             |  |        |             |             |  |
|  | CP Vic           | 4                |               |              |             |             |  |        |             |             |  |
|  | CE Noia          | 1                |               |              |             |             |  |        |             |             |  |
|  | CE Noia          | 1                |               | CP Vic       | 2           |             |  |        |             |             |  |
|  |                  |                  |               | CP Vic       | 2           |             |  |        |             |             |  |
|  |                  |                  | HC Liceo      | 1            |             |             |  |        |             |             |  |
|  | HC Liceo         | 6                | HC Liceo      | 1            |             |             |  |        |             |             |  |
|  | HC Liceo         | 6                |               |              |             |             |  |        |             |             |  |
|  | Igualada HC      | 3                |               |              |             |             |  |        |             |             |  |
|  | Igualada HC      | 3                |               |              |             |             |  | CP Vic | 2           |             |  |
|  |                  |                  |               |              |             |             |  | CP Vic | 2           |             |  |
|  |                  |                  | FC Barcelona  | 1            |             |             |  |        |             |             |  |
|  | FC Barcelona     | 3                | FC Barcelona  | 1            |             |             |  |        |             |             |  |
|  | FC Barcelona     | 3                |               |              |             |             |  |        |             |             |  |
|  | Blanes HCF       | 1                |               |              |             |             |  |        |             |             |  |
|  | Blanes HCF       | 1                |               | FC Barcelona | 4           |             |  |        |             |             |  |
|  |                  |                  |               | FC Barcelona | 4           |             |  |        |             |             |  |
|  |                  |                  | Reus Deportiu | 2            |             |             |  |        |             |             |  |
|  | Reus Deportiu    | 2                | Reus Deportiu | 2            |             |             |  |        |             |             |  |
|  | Reus Deportiu    | 2                |               |              |             |             |  |        |             |             |  |
|  | CE Lleida        | 1                |               |              |             |             |  |        |             |             |  |
|  | CE Lleida        | 1                |               |              |             |             |  |        |             |             |  |
|  |                  |                  |               |              |             |             |  |        |             |             |  |

## Final
| Fecha                                       | Hora  | Partido | Partido | Partido      |
| ------------------------------------------- | ----- | ------- | ------- | ------------ |
| 22 de marzo                                 | 13:00 | CP Vic  | 2-1     | FC Barcelona |
| Pabellón: Palacio de los Deportes de Riazor |       |         |         |              |